# Podział administracyjny Kościoła katolickiego w Ugandzie
Podział administracyjny Kościoła katolickiego w Ugandzie – w ramach Kościoła katolickiego w Ugandzie funkcjonują obecnie cztery metropolie, w których skład wchodzą cztery archidiecezje i piętnaście diecezji. Ponadto istnieje wojskowy ordynariat polowy podlegający bezpośrednio do Rzymu. 
Jednostki administracyjne Kościoła katolickiego obrządku łacińskiego w Ugandzie:

## Metropolia Gulu
- Archidiecezja Gulu
  - Diecezja Arua
  - Diecezja Lira
  - Diecezja Nebbi

## Metropolia Kampala
- Archidiecezja Kampala
  - Diecezja Kasana–Luweero
  - Diecezja Kiyinda–Mityana
  - Diecezja Lugazi
  - Diecezja Masaka

## Metropolia Mbarara
- Archidiecezja Mbarara
  - Diecezja Fort Portal
  - Diecezja Hoima
  - Diecezja Kabale
  - Diecezja Kasese

## Metropolia Tororo
- Archidiecezja Tororo
  - Diecezja Jinja
  - Diecezja Kotido
  - Diecezja Moroto
  - Diecezja Soroti

## Diecezje podległe bezpośrednio doRzymu
- Ordynariat Polowy Ugandy